# ساعت سکوت
ساعت سکوت (به انگلیسی: The Silent Hour) فیلمی محصول سال ۲۰۲۴ و به کارگردانی برد اندرسون است. در این فیلم بازیگرانی همچون یوئل کینامان، ساندرا می فرانک، مکای فایفر، مارک استرانگ و مایکل اکلند ایفای نقش کرده‌اند.